# Pitcairnia heterophylla
Pitcairnia heterophylla là một loài thực vật có hoa trong họ Bromeliaceae. Loài này được (Lindl.) Beer miêu tả khoa học đầu tiên năm 1856.